# Jangizam
Jangizam (kineski: 楊朱學派; pinjin: Yángzhūxuépài) je bila filozofka škola koji je osnovao Jang Džu, i koja je postojala tokom perioda zaraćenih država (475. p. n. e. – 221. p. n. e.). Njeno primarno verovanje je bilo da ljudske akcije treba da budu bazirane na ličnom interesu. Sinolozi su školu opisali kao rani oblik psihološkog i etičkog egoizma. Glavni fokus Jangista bio je na konceptu sing (性), ili ljudske prirode, termin koji je Mencije kasnije ugradio u konfučijanizam. Još uvek nisu otkriveni dokumenti čiji su direktni autori Jangisti, i sve što se zna o školi potiče iz komentara rivalskih filozofa, posebno u kineskim tekstovima Huajnanci, Luši Čunću, Mengci, i verovatno Ljeci i Džuangci. Filozof Mencije je tvrdio da je jangizam nekada bio rival konfučijanizmu i mohizmu, iako je istinitost ove tvrdnje i dalje kontroverzna među sinolozima. Pošto je jangizam bio uveliko izbledeo u vreme kada je Sima Ćen sastavio svoj Šidži, škola nije bila uključena kao jedna od Stotinu škola mišljenja.

## Spoljašnje veze
- Yangism
- Yangism, Stanford Encyclopedia of Philosophy chapter